# Synegia semipectinata
Synegia semipectinata là một loài bướm đêm trong họ Geometridae.